# Хришћанска демократија (Италија)
Хришћанска демократија (итал. Democrazia Cristiana, DC), у југословенским и српским медијима Демохришћанска странка, у Италији такође позната и по надимку Бели кит (ита. Balena bianca), била је доминантна политичка партија у Италији од краја Другог светског рата до распада 1994. године.
Ова странка је одиграла кључну улогу у развоју послератне Италије, нарочито у процесу Евроинтеграција. Била је члан свих италијанских влада од 1944. до 1994, и дала је највећи број председника Савета министара, као и председника држава. Побеђивала је у свим парламентарним изборима, сем у једном избору за Европски парламент 1984, када ју је Комунистичка партија Италије (PCI) победила за једно место. Једна је од оснивача Европске народне партије, основане 1976.
Странка се, заједно са великом већином политичких странака у Италији у то време, распала у склопу афере "Чисте руке" (Танђентополи), након што су откривене везе са криминалним финансирањем и великом корупцијом у скоро свим већим италијанским политичким партијама. Након њеног распада је настало известан број нових странака који су се сматрали њеним наследницама, међу главнима Италијанска народна странка (PPI), Хришћанско демократски центар (CCD), Уједињене хришћанске демократе (CDU), и закључно са 2020. једина још увек активна Унија демохришћана и центра (UDC). Велика већина чланства првобитне Хришћанске демократије је приступила другим странкама, нарочито тада новооснованој Forza Italia бизнисмена Силвија Берлусконија, и касније Демократској партији.

## Историја

### Од ослобођења до избора 1948
Странку је основао, подстакнут очекиваним падом фашистичког режима, Алчиде Де Гаспери 1942 у Милану, као идеолошког наследника Италијанске народне странке (Partito Popolare Italiano,PPI — ППИ) Луиђија Стурца, забрањене за време Мусолинијеве владавине.
Првобитно чланство чинили су бивши чланови ППИ и политички активни католици који су за време фашизма били организовани у друштвеним организацијама као Католичка акција (Azione Cattolica) и Италијанска Универзитетска Католичка Федерација (Federazione Universitaria Cattolica Italiana). Међу оснивачима такође се истичу: Марио Шелба, Атилио Пичони, Камило Корсанего, Ђовани Гронки, Алдо Моро, Ђулио Андреоти и Аминторе Фанфани.
Првобитно делује у илегали, али већ након Мусолинијевог пада маршал Бадољо, иако званично забрањује оснивање странака, de facto јој дозвољава деловање.
Дана 10. септембра 1943. учествује у оснивању Савјета Националног Ослобођења (Comitato di Liberazione Nazionale, CLN — ЦЛН), у којем ДЦ настоји наметнути своју водећу улогу међу политичким организацијама хришћанско-либералног центра. Учествује са сопственим јединицама у борбама за ослобођење Италије од немачке окупације.
Већ у ЦЛН-у, и у ратним операцијама, профилира се идеолошки сукоб између демохришћана и странака левице, посебно Комунистичке партије Италије (КПИ). Хришћанска демократија је учествовала у влади Маршала Бадоља заједно с другим странкама ЦЛН-а, а потом и у влади Иваноеа Бономија (1944).
Први међурегионални страначки конгрес именује Алчидеа Де Гасперија за секретара странке, који у трећој Бономијевој влади постаје министар спољних послова. А у децембру 1945 Де Гаспери постаје председник владе. Де Гаспери је успешно провео референдум на којем је изгласана република, те прелаз власти са монархијских на републичке институције.
Године 1946,ДЦ осваја релативну већину на првим послератним изборима у Италији, а 1947 дефинитивно раскида коалицију са странкама левице које напуштају владу националног јединства. Након изванредно напете и турбулентне предизборне кампање, која је била већим делом микрокосмос глобалних тензија и слика будућег Хладног рата, Хришћанска демократија односи победу на изборима 1948 освајајући 48,5% гласова и пласирајући са на првом месту док се левичарска коалиција комуниста и социјалиста зауставила на 30,9%.

### Владе левог центраи историјски компромис
Алчиде Де Гаспери је као премијер, у укупно седам влада, остао на власти до 1953. Хришћанска демократија освојила је релативну већину на свим парламентарним изборима до 1992. Своју доминантност могла је добити агитирањем католичког клера код италијанског бирачког тела, којем су демохришћани презентовани као једина алтернатива странкама левице, чија би евентуална победа, према тим снагама, резултовала неминовном совјетизацијом земље.
Послератним економским напретком и просперитетом у Италији, идеолошки сукоб је ублажен али није никада заборављен. Продубљавањем социјалних и идеолошких разлика крајем 1960-их, посебно након 1968, Италија улази у дугогодишњи период политичког насиља када се појављује читав низ ванпарламентарних странака и милитантних групација екстремне левице и деснице као и снажан узлет Комунистичке партије, којима се демократска јавност настоји супротставити још већим окупљањем око странака центра, посебно Хришћанске демократије. То је било посебно изражено на изборима 1976 када је најављивана побједа комуниста. Ипак, демохришћани и тада освајају релативну већину са врло малом разликом, али су приморани да направе договор са комунистима о заједничкој влади. Упркос конкретним покушајима да се оствари Историјски компромис (Compromesso storico) између демохришћана и комуниста, тај никада није остварен.
Године 1980,их Хришћанска демократија заједно са још четири странке (међу којима социјалисти) оснива центро-левичарску коалицију Пентапартија и приморана је по први пут да место председника владе препусти коалиционим партнерима: 1981 републиканцу Спадолинију и 1984 социјалисту Краксију.

### Криза и распуштање
Падом берлинског зида и распадом Совјетског Савеза, крајем 1980-их и почетком 1990-их, политички разлози који су демохришћанима гарантовали власт и опстанак на политичкој сцени престају постојати или су бар знатно смањени. Но иако је ДЦ почела губити чланство и бирачко тело из наведених политичких промена на међународној сцени, прави крах је уследио тек након отварања корупцијских скандала 1992, поводом антикорупцијске истраге миланског суда "Чисте руке" (Mani pulite). Дугогодишња јавна тајна да сукоби интереса и корупција у италијанском политичком систему нису изузетак него правило избијају на светло дана свом жестином и многи политичари из скоро свих највећих странака оптужени за корупцију.
У само годину дана чланство Хришћанске демократије смањује се за више од половине, са 1.800.000 на 800.000 чланова. Тадашњи секретар странке Мино Мартинацоли након бројних пораза на локалним изборима 1993 предлаже промену имена странке у Италијанска народна странка, али на страначком скупу 18. јануара 1994. где је требало да буде формализована та промена, странка се распада на неколико раније јасно дефинисаних фракција које оснивају засебне странке:
- Италијанска народна странка;
- Хришћанско-демократски центар.

Касније су уследили даљи расколи, што је резултовало дефинитивним разједињењем италијанских католичких политичара.
Знатан број чланства прешао је у новоосновану странку Напред Италијо (Forza Italia), медијског магната и будућег премијера Силвија Берлусконија, у чијој је коалицији учествовао и Хришћанско-демократски центар, но упркос томе у односу на времена јединствене странке, данас је утицај демохришћана у Италији знатно смањен.

## Лидери

### Секретари
- Алчиде Де Гаспери (1944—1946)
- Атилио Пичони (1946—1949)
- Ђузепе Гапи (1949)
- Паоло Емилио Тавиани (1949—1950)
- Гуидо Гонела (1950—1953)
- Алчиде Де Гаспери (1953—1954)
- Аминторе Фанфани (1954—1959)
- Алдо Моро (1959—1964)
- Мариано Румор (1964—1969)
- Фламинио Пичоли (1969)
- Арналдо Форлани (1969—1973)
- Аминторе Фанфани (1973—1975)
- Бенињо Закањини (1975—1980)
- Фламинио Пичоли (1980—1982)
- Ћириако Де Мита (1982—1989)
- Арналдо Форлани (1989—1992)
- Мино Мартинацоли (1992—1994)

### Демохришћански председници републике
- Ђовани Гронки (1955—1962)
- Антонио Сењи (1962—1964)
- Ђовани Леоне (1971—1978)
- Франческо Косига (1985—1992)
- Оскар Луиђи Скалфаро (1992—1999)

### Демохришћански премијери
- Алчиде Де Гаспери (1946—1953)
- Ђузепе Пела (1953—1954)
- Аминторе Фанфани (1954)
- Марио Шелба (1954—1955)
- Антонио Сењи (1955—1957)
- Адоне Золи (1957—1958)
- Аминторе Фанфани (1958—1959)
- Антонио Сењи (1959—1960)
- Фернандо Тамброни (1960)
- Аминторе Фанфани (1960—1963)
- Ђовани Леоне (1963)
- Алдо Моро (1963—1968)
- Ђовани Леоне (1968)
- Мариано Румор (1968—1970)
- Емилио Коломбо (1970—1972)
- Ђулио Андреоти (1972—1973)
- Мариано Румор (1973—1974)
- Алдо Моро (1974—1976)
- Ђулио Андреоти (1976—1979)
- Франческо Косига (1979—1980)
- Арналдо Форлани (1980—1981)
- Аминторе Фанфани (1982—1983)
- Аминторе Фанфани (1987)
- Ђовани Гориа (1987—1988)
- Ћириако Де Мита (1988—1989)
- Ђулио Андреоти (1989—1992)